# Deep River (Connecticut)
Deep River (anteriorment Saybrook) és un poble del Comtat de Middlesex (Connecticut) als Estats Units d'Amèrica.

## Demografia
Segons el cens del 2005 tenia 4.714 habitants. Segons el cens del 2000, Deep River tenia 4.610 habitants, 1.824 habitatges, i 1.262 famílies. La densitat de població era de 131,4 habitants per km².
Dels 1.824 habitatges en un 30,2% hi vivien nens de menys de 18 anys, en un 56,6% hi vivien parelles casades, en un 9,1% dones solteres, i en un 30,8% no eren unitats familiars. En el 24% dels habitatges hi vivien persones soles el 8,7% de les quals corresponia a persones de 65 anys o més que vivien soles. El nombre mitjà de persones vivint en cada habitatge era de 2,46 i el nombre mitjà de persones que vivien en cada família era de 2,93.
Per edats la població es repartia de la següent manera: un 24,3% tenia menys de 18 anys, un 5,4% entre 18 i 24, un 30,6% entre 25 i 44, un 26,3% de 45 a 60 i un 13,3% 65 anys o més.
L'edat mediana era de 39 anys. Per cada 100 dones de 18 o més anys hi havia 96,6 homes.
La renda mediana per habitatge era de 51.677 $ i la renda mediana per família de 62.260 $. Els homes tenien una renda mediana de 46.268 $ mentre que les dones 32.454 $. La renda per capita de la població era de 32.604 $. Aproximadament el 3,9% de les famílies i el 5,1% de la població estaven per davall del llindar de pobresa.

## Poblacions properes
El següent diagrama mostra les poblacions més properes.